# Air Berudang
Air Berudang is een bestuurslaag in het regentschap Aceh Selatan van de provincie Atjeh, Indonesië. Air Berudang telt 2056 inwoners (volkstelling 2010).